# Santiago Chiconcillo
Santiago Chiconcillo är en ort i Mexiko.   Den ligger i kommunen Tantima och delstaten Veracruz, i den sydöstra delen av landet, 270 km nordost om huvudstaden Mexico City. Santiago Chiconcillo ligger 57 meter över havet och antalet invånare är 131.
Terrängen runt Santiago Chiconcillo är platt. Runt Santiago Chiconcillo är det ganska glesbefolkat, med 36 invånare per kvadratkilometer. Närmaste större samhälle är Naranjos, 11,8 km söder om Santiago Chiconcillo. Omgivningarna runt Santiago Chiconcillo är en mosaik av jordbruksmark och naturlig växtlighet.